# 明法寮
明法寮（めいほうりょう、1871年-1875年）は、明治政府発足後における法律家の養成を目的として、日本の司法省に設置された部局。明法寮で学んだ法学生徒が、明治、大正期に法律実務家や法学者として活躍した。後にその機能が拡大され、立法事業を担う司法省の中枢機関となったが、1875年（明治8年）に廃止され、明法寮が担っていた機能は司法省本省（司法省法学校）に承継された。

## 概要
明治政府発足により政治体制が変革したことに伴い、司法官も各方面に配置する必要があったが、その任にあたるべき人材が足りておらず、法律の専門知識を有する人材の養成が司法省にとって急務とされた。
1871年（明治4年）9月27日、「其省中明法寮被置候事 但一等寮之事」とする太政官達（司法省ヘ達）により司法省に明法寮が設置された。設立当初の目的は、法律家を養成して上記の司法省の要請に応えることであった。1872年（明治5年）5月には、明法寮に法学校の開設が決定し、法学生徒の募集が始まった。
同年8月3日、太政官達（司法職務定制）の第19章及び第20章（第78条から第84条）により、明法寮の機構と職掌が具体的に定められた。そこでは、「法律ヲ申明スルヲ明法寮トス」と規定され、具体的には、新法の起草（79条）や各国の法の研究（80条）等がその任務とされた。法学教育については、大法官以下の法官の職掌の一部に「生徒ヲ教授ス」（78条）と定められているほか、第84条第6に「法科生徒ノ諸規則ハ生徒規則書ニ編ム」との規定が置かれている。司法職務定制の規定からは、法律の研究や立法事業に従事することが明法寮の主目的とされ、法学教育は任務の一部になった。
法学校の開校にあたっては、江戸幕府が開設した洋学所の伝統を引き継ぐ南校（大学南校を改称）からも生徒が入学を志願し、入学者20名中9名が南校から転校してきた学生であった。フランス人教師として、1872年にジョルジュ・ブスケ、翌1873年（明治6年）にはギュスターヴ・エミール・ボアソナードを迎え、フランス語による本格的な法学教育が開始された。
明法寮の役割は個別の裁判にも及んだ。司法職務定制の下では、府県裁判所の判事が死罪及び疑獄について判決を下す際は、司法省（本省）へ伺を立てる必要があった（58条）ところ、当時の新律綱領には、律に正条のない犯罪については他の規定を類推適用するという「断罪無正条」の規定が存在した。司法省への伺のうち正条のない犯罪については、断刑課から明法寮に送付して議論することになっており（21条第5、83条）、明法寮が定めた回答が法源として活用されていた。
1872年（明治5年）には、明法寮に民法会議も開設された。この民法会議において各種の民法草案の編纂作業も始まり、最終案として「皇国民法仮規則」がまとめられた向井(1982), p. 49-52。
1875年（明治8年）5月4日、太政官第71条布告をもって明法寮は廃止され、その事務は司法省本省に移管された。明法寮の生徒についても司法省本省に引き継がれて司法省法学校の正則科第1期生となり、彼らは1876年（明治9年）までに卒業した。
明法寮の跡地には、当面の間大審院が置かれることになった（明治8年5月9日太政官第80号布告）。

## 主な官員
- 楠田英世 - 権頭[16]、後に頭[17]
- 鶴田皓 - 助、後に権頭[17]
- 津田真道 - 大法官[18]
- 鷲津宣光 - 権大法官[18]
- 水本成美 - 権大法官[19]
- 小原重哉 - 権中法官[20]
- 林正明 - 少法官[19]
- 昌谷千里 - 権大属[20]
- 岡本豊章 - 権大属[21]
- 松下直美 - 権大属、後に大属[22]
- 於保貞夫 - 権中属[20]
- 邨岡良弼 - 権中属[23]、後に権少法官[24]

## 主な生徒
- 井上正一[25] - 大審院判事
- 栗塚省吾[25] - 大審院判事
- 熊野敏三[25]
- 木下広次[25] - 初代京都帝国大学総長
- 岸本辰雄[25] - 明治大学創設者
- 加太邦憲[25]
- 中川元[25]
- 宮城浩蔵[25] - 明治大学創設者
- 小倉久[25] - 関西法律学校初代校長
- 磯部四郎[25] - 大審院判事・検事
- 浅岡一[25]
- 矢代操[26] - 明治大学創設者